# Carmesí

Ejemplos de color carmesí.

El carmesí, también llamado rojo de grana y, antiguamente, cármeso, carmesín o cremesino, es un color rojo purpúreo vivo, que también puede describirse como un carmín muy vivo.
El color carmesí corresponde específicamente a la coloración del polvo que resultaba de triturar los cuerpos secos de los insectos llamados quermes (Kermes vermilio ), que se recogían principalmente de los arbustos Quercus coccifera, y que se comercializaba en los países mediterráneos como pigmento para teñir telas.
También han sido llamados «carmesí» el color del tinte del quermes —que se asemeja al carmín de las pinturas artísticas que hoy día se comercializan bajo esa denominación de color— y los paños de seda o de lana teñidos de color escarlata, que por lo general se mordentaban con alumbre y se teñían con carmesí. Más ampliamente, por carmesí puede entenderse el color escarlata o cualquier tela teñida de rojo vivo.

## Etimología
El vocablo «carmesí» aparece en el idioma español a mediados del siglo XV, aunque fue precedido por clemesín, utilizado durante el siglo XIV. Deriva del latín medieval cremesinus, por vía del árabe hispánico qarmazí, ‘del color del quermes’.

## Color web
Los colores web establecidos por protocolos informáticos para su uso en páginas web incluyen el carmesí (Crimson) que se muestra abajo. En programación es posible invocarlo por su nombre, además de por su valor hexadecimal. Véase colores HTML.
|            | Carmesí            | Carmesí             |
| HTML       | #DC143C            | #A20025             |
| RGB        | (220, 20, 60)      | (162, 0, 37)        |
| HSV        | (348°, 91 %, 86 %) | (346°, 100 %, 64 %) |
| Referencia | X11                | Windows Phone 8     |

## Historia y usos
En la Europa del siglo XV el color escarlata era considerado el más suntuoso y caro, y el carmesí, al ser similar, compartía ese privilegio. Fue un colorante de primer orden en la industria tintorera toscana de la época, y a la vez el principal color de las ropas de luto, seguido del escarlata y del pavonazo (un púrpura oscuro).

## Vexilología española
El carmesí es considerado el color vexilológico tradicional de Castilla (España). Los pendones de muchas villas y pueblos castellanos se definen actual y tradicionalmente por ese color. Sin embargo, la confusión acerca del color preciso de este «carmesí» ha dado lugar a variantes.
Cabe recordar que «carmesí» no es solo una denominación de color, sino que también designa a los tejidos de seda o de lana teñidos de este color o de escarlata y, por extensión, a cualquier paño teñido de rojo vivo.
En los siglos XVIII y XIX se juzgó que el llamado carmesí representaba al púrpura heráldico, llevando a considerar el pendón castellano portado por los comuneros como púrpureo, aun sin haber pruebas de ello. Posteriormente varios especialistas justificaron el error en la decoloración de muchas banderas y estandartes de tafetán carmesí, que con el paso de los años toman un tono violáceo o purpúreo. 
En la actualidad, numerosos territorios y localidades de España definen el color de sus banderas como carmesí, algunos simplemente de forma nominal y otros precisando su coloración de manera exacta mediante especificaciones técnicas, dando lugar a variaciones. Lo más habitual son las construcciones con las armas del organismo o municipio sobre un paño carmesí, como es costumbre con los reposteros.

### Rojo Cartagena
En la Región de Murcia, España, el carmesí vexilológico se denomina rojo Cartagena; recibe ese nombre debido a que es el color de la bandera del municipio de Cartagena. Oficialmente se lo ha normalizado como Pantone 202, código perteneciente al sistema de color Pantone Matching System. 
Se trata de un rojo purpúreo oscuro.

### Comunidades autónomas de España

Bandera de Castilla-La Mancha, donde la mitad del asta se define como «rojo carmesí», aunque no se incluye definición técnica
Pendón oficial de Castilla y León, que lleva el escudo de la comunidad «sobre un fondo carmesí tradicional»
Bandera de la Comunidad de Madrid. Se define como «rojo carmesí», indicando con ello su castellanidad, si bien se especifica técnicamente como «rojo bandera», adoptando el mismo color que la bandera de España
Bandera de la Región de Murcia, de color «rojo carmesí o rojo cartagena», definido como Pantone 202
Estandarte oficial de la Generalidad Valenciana, que fija el escudo «sobre fondo carmesí tradicional ribeteado de oro»

### Provincias españolas

Bandera de Álava, de color carmesí definido como Pantone 220
Bandera de la provincia de Albacete
Bandera de la provincia de León. A pesar de definirse habitualmente como «púrpura», la mayoría de los ejemplares actuales muestran el fondo en color carmesí
Bandera de la provincia de Segovia, de «rojo carmesí»
Bandera de la provincia de Valladolid, de «rojo carmesí»
Bandera de Vizcaya

### Municipios españoles
Municipios cuyas banderas se inscriben en un único campo carmesí:

Bandera de Lérida
Bandera de Toledo
Bandera de Albacete
Bandera de Cuenca
Bandera de Cartagena
Bandera de Jorquera
Bandera de Vera
Bandera de Muñana
Bandera de Miranda de Ebro
Bandera de Chiclana de la Frontera
Bandera de La Granjuela
Bandera de Aracena
Bandera de Sahagún
Bandera de Alpedrete
Bandera de Getafe
Bandera de Paredes de Nava
Bandera de Sevilla
Bandera de Teruel
Bandera de Alcira
Bandera de Corbera
Bandera de Puebla del Duc
Bandera de Aguilar de Campos
Bandera de Abanto y Ciérvana
Bandera de Valladolid
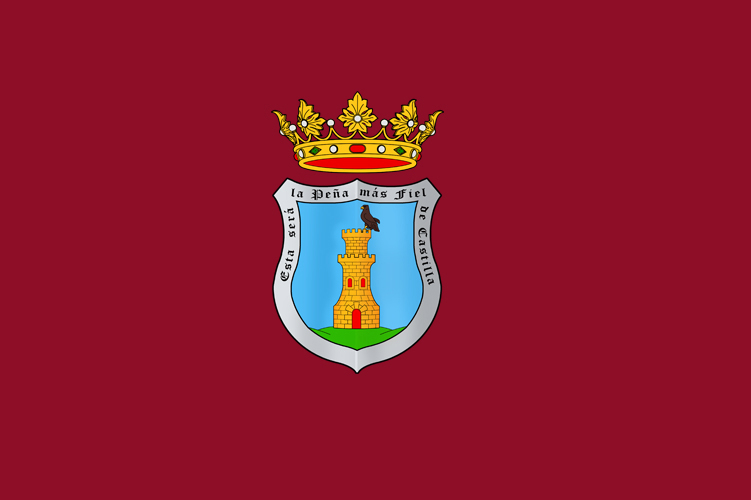
Bandera de Peñafiel
Bandera de Puerto Real

Municipios cuyo componente carmesí es parcial:

Bandera de Granada
Bandera de Almería
Bandera de Pulpí
Bandera de Jaraicejo
Bandera de Alcalá de los Gazules
Bandera de Benamejí
Bandera de Hinojos
Bandera de Andújar
Bandera de Cármenes
Bandera de Móstoles
Bandera de Navalcarnero
Bandera de Baztán
Bandera de Barruelo de Santullán
Bandera de Lantadilla
Bandera de Arroyo de la Encomienda

## Galería

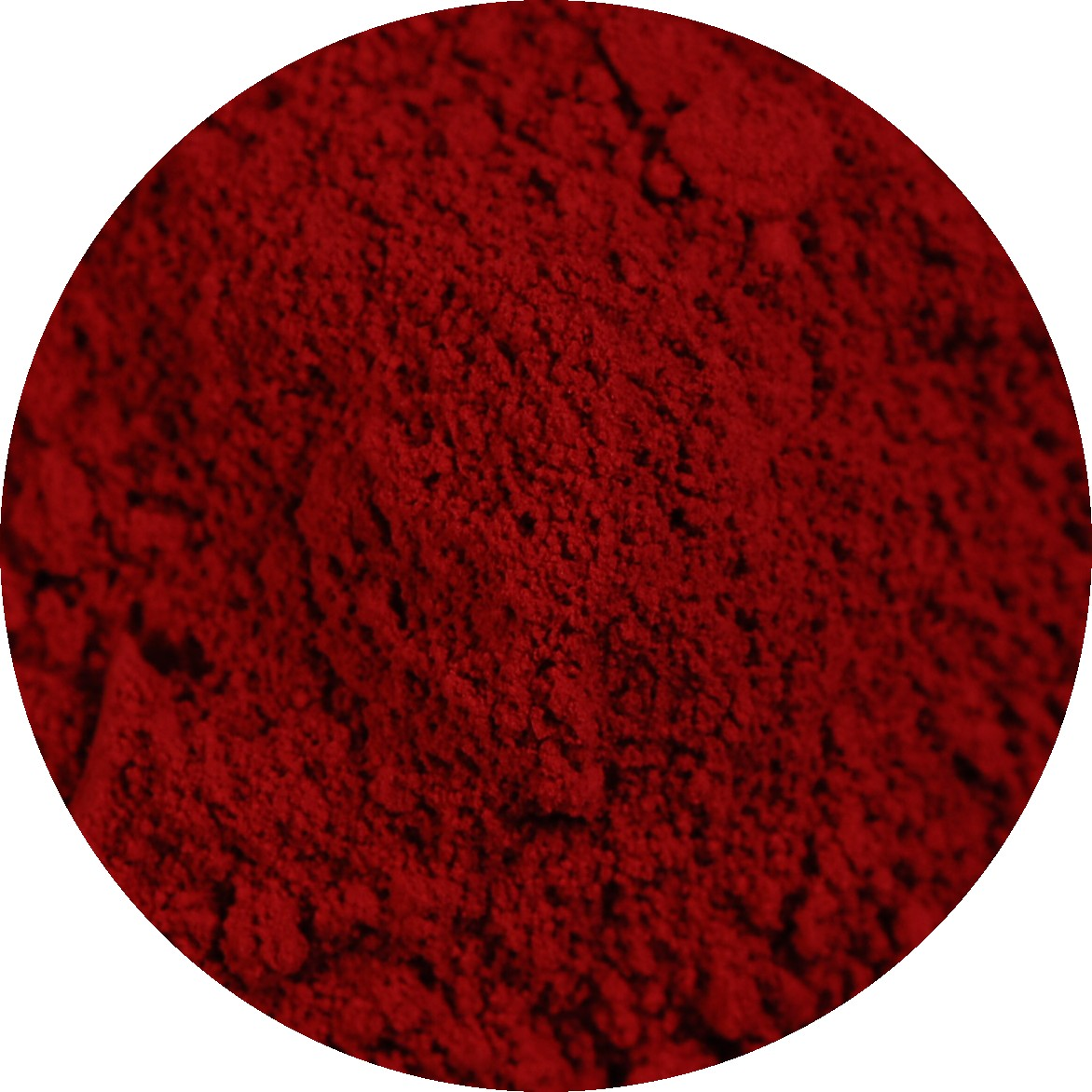
El pigmento carmín o kermes son el referente del color carmesí.
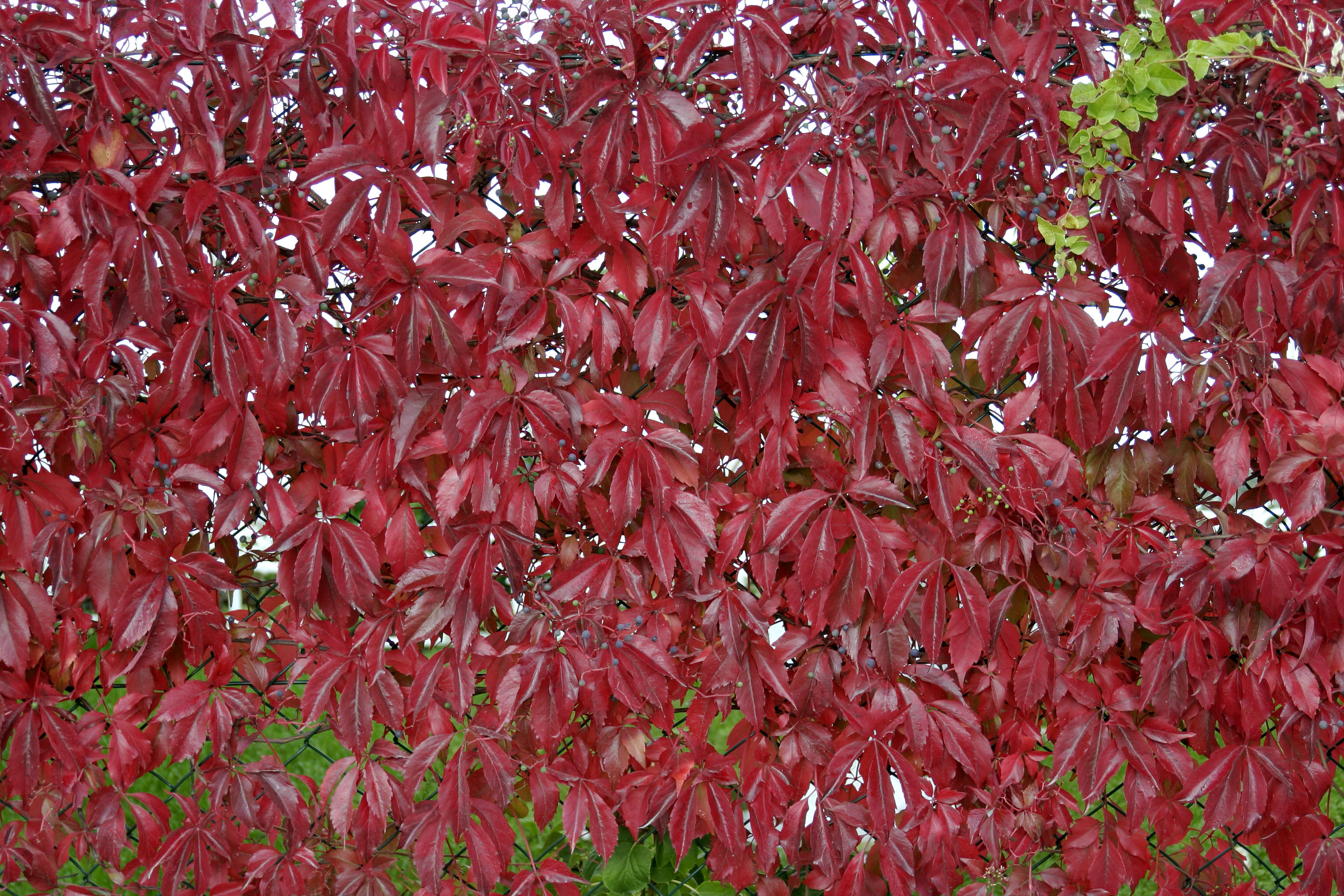
Follaje de la parra virgen
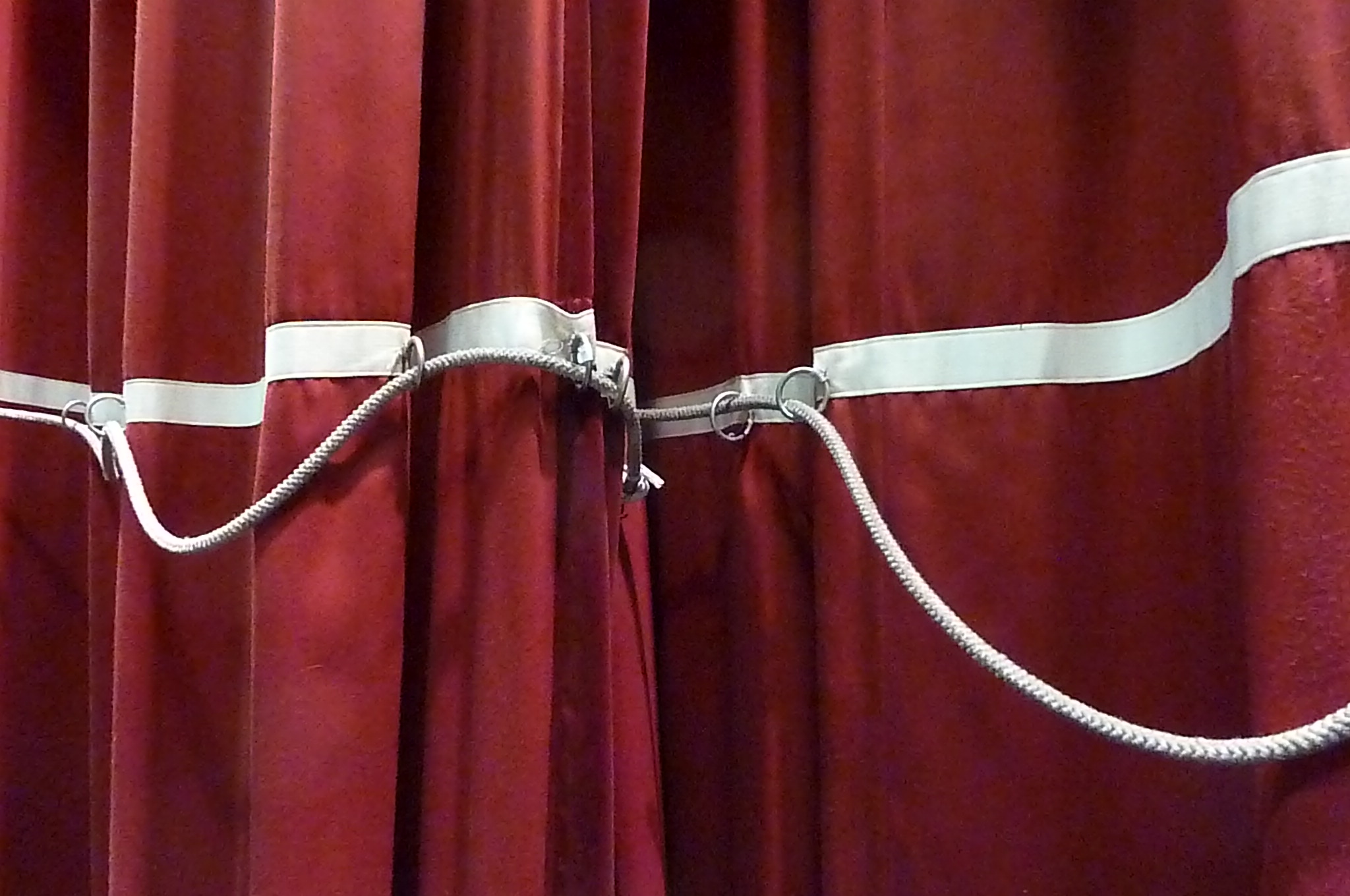
Telón del gran teatro de Angers
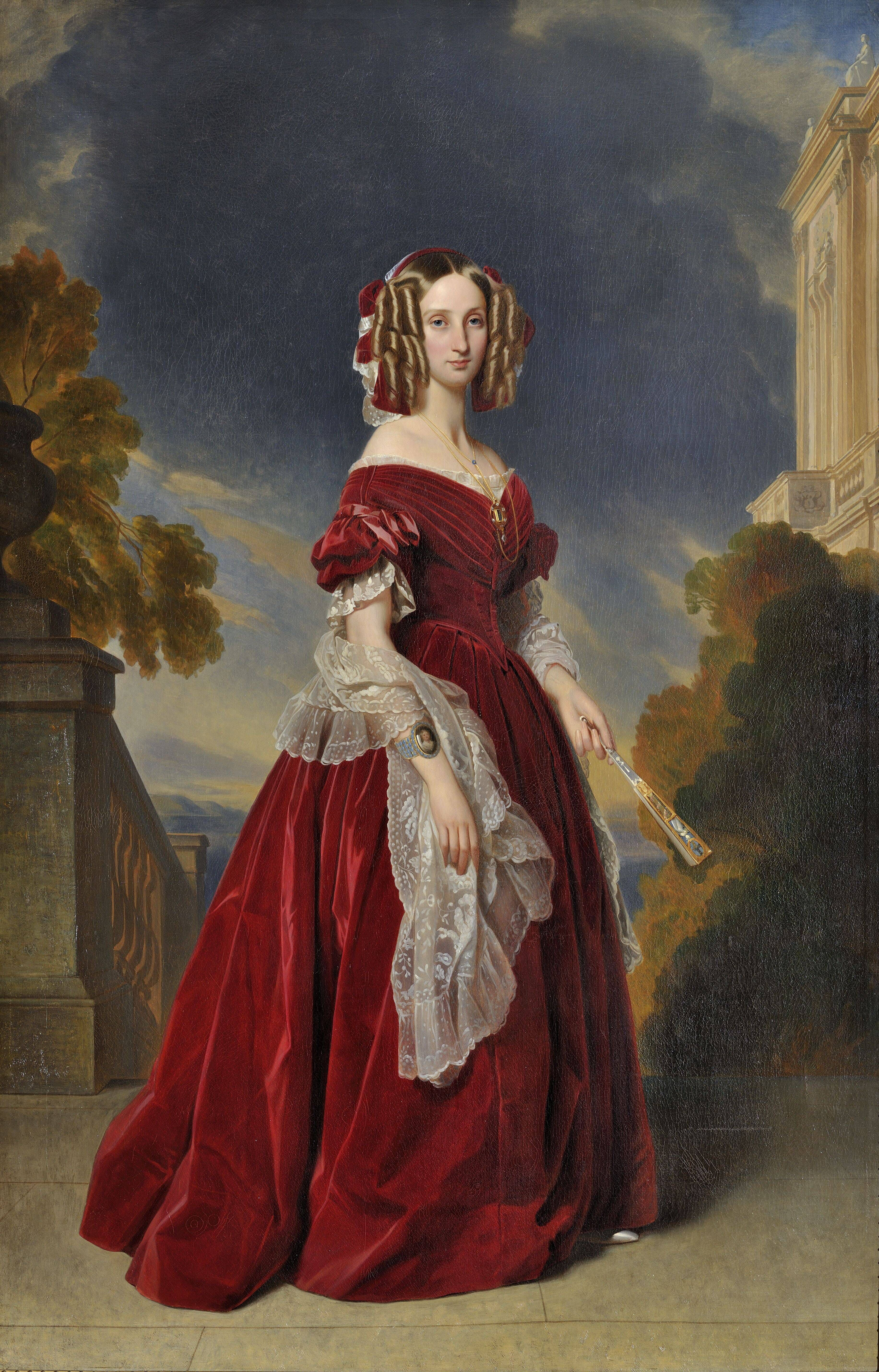
Reina María Luisa de Bélgica
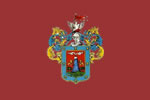
Bandera de Arequipa
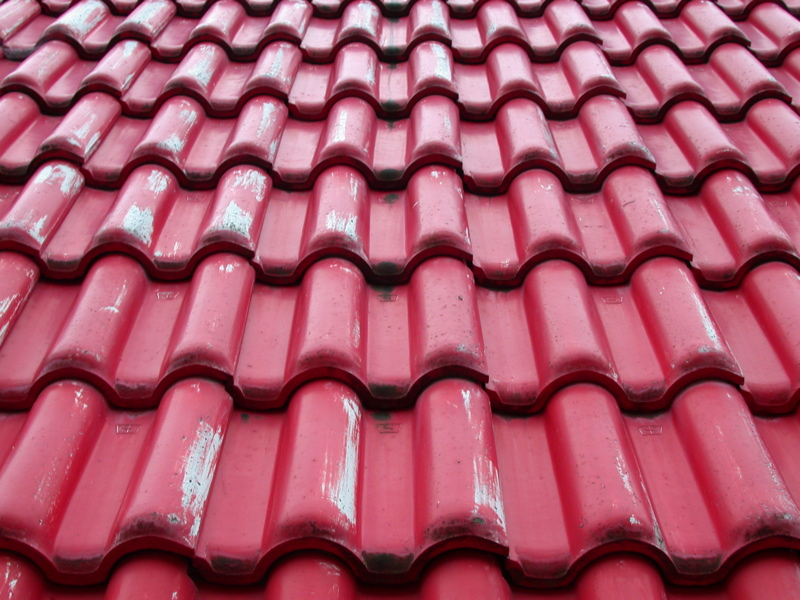
Tejado japonés
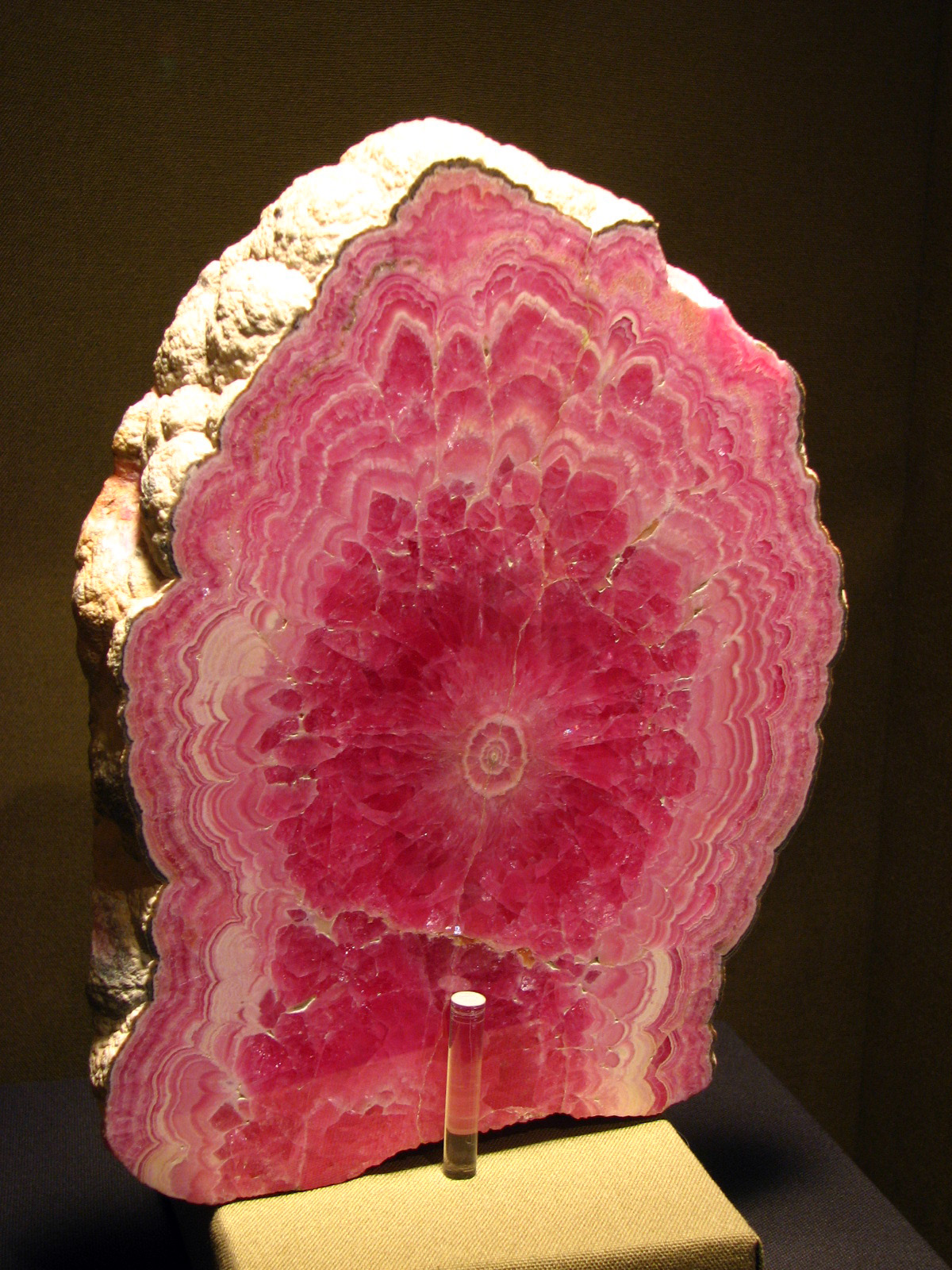
Rodocrosita
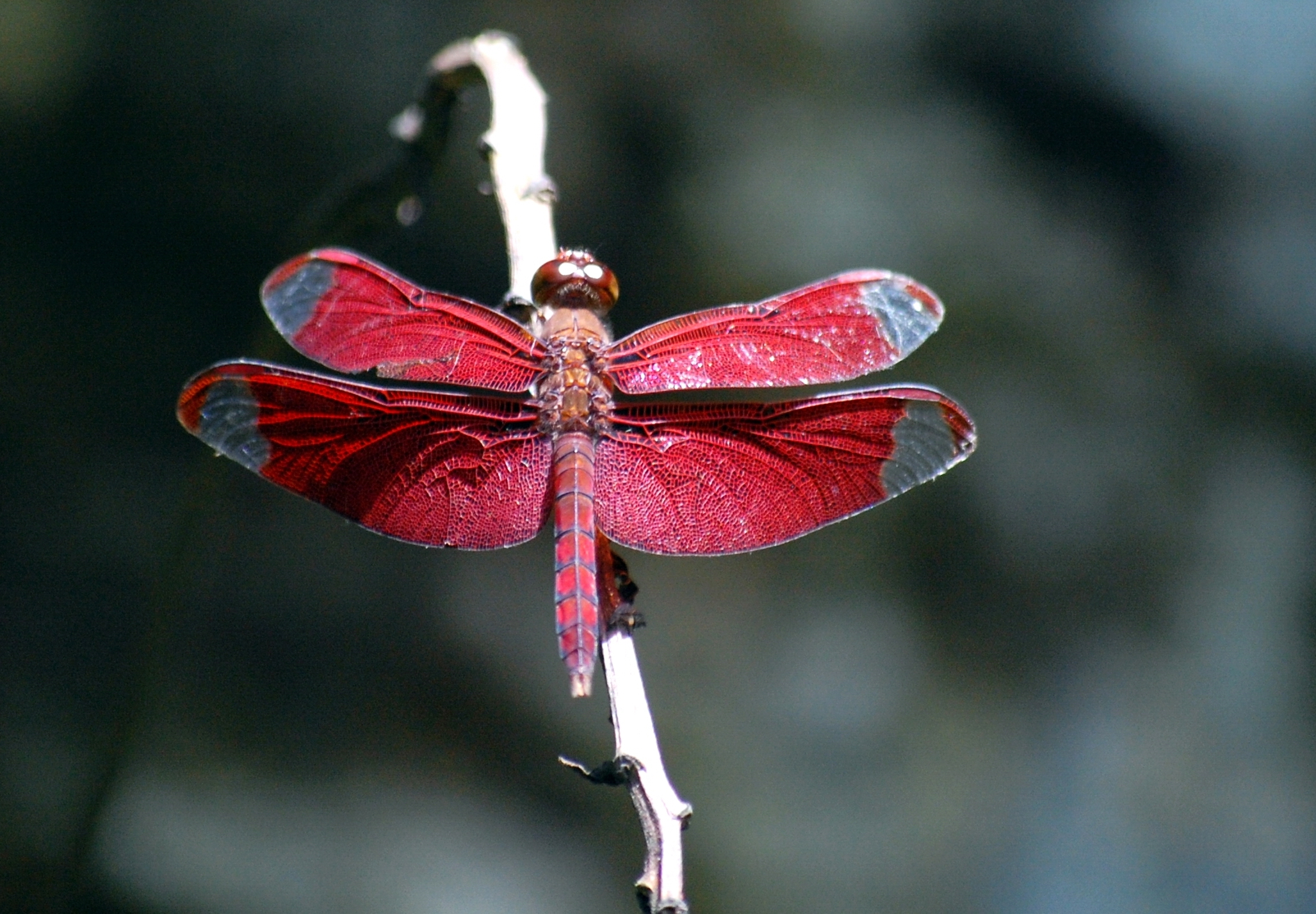
Libélula Neurothemis
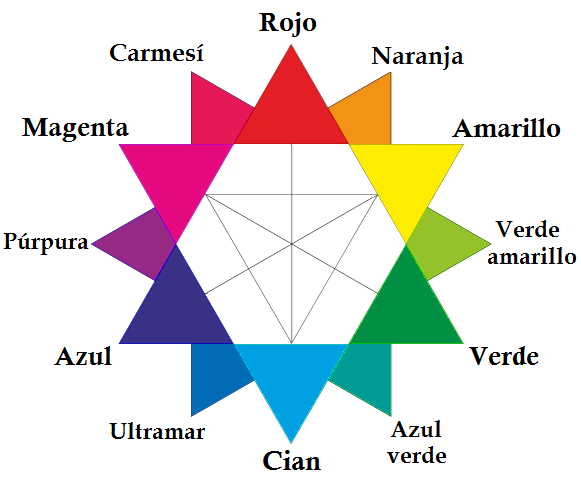
Círculo cromático CMYK. El carmesí puede producirse con magenta 100% y amarillo 50%
Bandera de Caracas, vigente hasta 2022.